# Ehrendorferia ochroleuca
Ehrendorferia ochroleuca là một loài thực vật có hoa trong họ Anh túc. Loài này được (Engelm.) Fukuhara mô tả khoa học đầu tiên năm 1997.